# Saco Reinalda

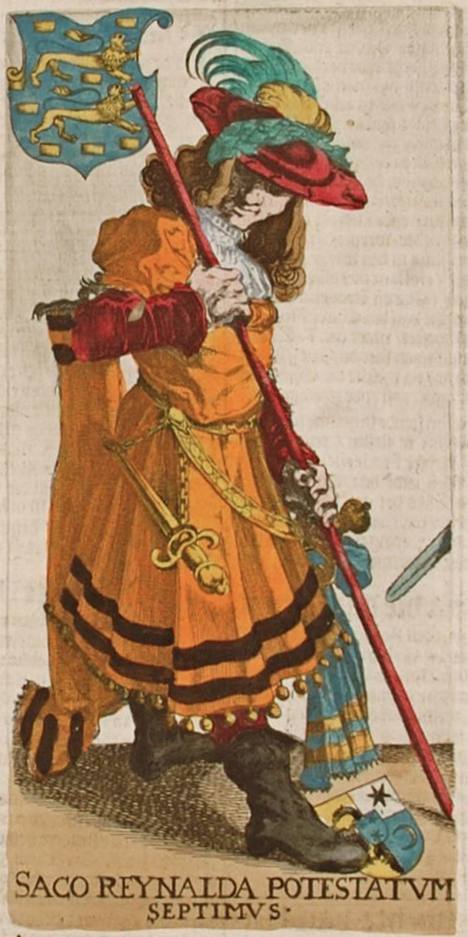
Saco Reinalda, zevende potestaat van Friesland.

Saco Reinalda (ook wel gespeld als Reynalda), in de periode van 1150 tot zijn dood in 1167 twee keer gekozen, zou de zevende potestaat van Friesland zijn geweest. Voor zijn bestaan zijn geen betrouwbare bronnen. Hij wordt beschreven als een braaf en vredelievend man, onder wiens bestuur vele Friezen op nieuw naar het Heilige Land trokken.
Het potestaat legde Saco na 1 jaar in functie beide keren neer omdat zijn voorvaderen dit ook deden "gelyk hij zeide, het gebruik der voorvaderen meebgragt".